# Max Bæklund
Max Rolf Niels Bæklund (20. august 1913 – 21. februar 1981) var en dansk modstandsmand tilknyttet modstandsbevægelsen, herunder grupperne Holger Danske, BOPA, De Frie Danske og Nationalt Værn. Hans dæknavne var Max, Rolf og Niels.
Max Bæklund tilhørte gruppen omkring Josef Søndergaard ("Tom") fra Stjerne Radio i Istedgade. Fra foråret 1943 intensiverede gruppen sine sabotagehandlinger.
24. august 1943 sprængte modstandsgruppen Holger Danske Forum på Frederiksberg. Sabotagen blev udført for at forhindre Forum i at blive anvendt som kaserne for  ca. 1.500 tyske soldater. Max Bæklund ankom på cykel til målet med en ølkasse på bagagebæreren. Det øverste lag i kassen var pilsnere, som dækkede 28 kg sprængstof.
Bæklund var også med til at sabotere Standard Electric, Simit (kemisk fabrik i Valby Langgade), radiofabrikken Nordropa på Solbjergvej, Citroënfabrikken i Sydhavnen og Radiometer i Bernhard Bangs Allé. Han deltog i en jernbanesabotage ved Taastrup og i sabotagen af kabelbrønden ved Øster Voldgade, transformatorerne på Frederiksberg og telefonhuset i Dagmarhus.

## Ekstern henvisning og kilde
- Frihedsmuseets modstandsdatabase: Max Bæklund